# Kendal Castle
Kendal Castle er en borgruin fra middelalderen øst for byen Kendal, Cumbria, i det nordlige England. Borgen blev opført på toppen af en drumlin i 1100-tallet som hovedsæde for Barony of Kendal. I 1400-tallet ejede Parr-familien borgen. Siden tudortiden har det været en ruin.